# 加藤木直親
加藤木直親（かとうぎ なおちか、天保4年9月15日）　星野記蔵から門弟150余名を引き継ぎ、平にて柔術を指導する。平藩柔術指南となる人物。
磐城国平生まれ　平藩主安藤対馬守家臣　勝沼伊惣太の第4子　幼名　常八郎、後に逸八郎と改める。
11歳で戸田流星野記蔵の門下に入り、藩命で江戸浅草の奥澤園蔵（奥澤七事務斎）にて同流を学び免許皆伝。
磐城平藩を出奔し武者修行にでるも、途中、三春にて柔術を指南し、加藤木庄太夫の養子となる。